# Тамаса
Ману Тамаса (санскр. Тâmasa — «тёмный») — в индийской позднейшей мифологии четвёртый из четырнадцати Ману (мифических прародителей рода человеческого, носящих общее имя Ману) в эпоху кальпы Швета-вараха («цикла белого вепря»).

## Повествования
Согласно тексту Маркандея-пурана, Тамаса Ману был сыном царя Шварастры и Утпалавати. Говорят, что, поскольку он родился, когда земля была в полной темноте, ему дали имя Тамаса — «тёмный». Тамаса рос в лесу, узнал свою историю от своего отца, поклонялся богу солнца и приобрёл различное магическое оружие. С этим оружием он покорил весь мир. У Тамасы очень сильные и могущественные сыновья, которые станут его преемниками, чтобы править миром. В своё время он носил титул Ману, а титул Индры принадлежал Шибе.
Согласно Маркандея-пуране, саптариши в его манвантаре — это Дьютирдама, Притху, Кавья, Чайтрия, Агни, Валака и Пивара. Между тем, по словам Матсья-пураны, список саптариш выглядит следующим образом: Кави, Притху, Агни, Капи, Акапи, Джалпа и Димана. Богов этого периода называют Садхья.